# لطفاً حاضر باش
لطفاً حاضر باش (انگلیسی: Please Stand By) یک فیلم کمدی-درام به کارگردانی بن لوین است که در سال ۲۰۱۷ اکران شد.

## بازیگران
- داکوتا فانینگ
- تونی کولت
- آلیس ایو
- ریور الکساندر
- مارلا گیبس
- جسیکا راث